# Rafael Ángel Calderón Guardia

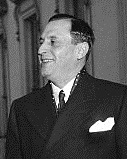
Rafael Ángel Calderón Guardia (1940)

Rafael Ángel Calderón Guardia (* 10. März 1900 in San José; † 9. Juni 1970 ebenda) war ein costa-ricanischer Arzt und Politiker. Er war von 1940 bis 1944 Präsident seines Landes und Begründer der politischen Bewegung des Calderonismo.

## Leben

### Herkunft und frühe Laufbahn
Seine Eltern waren Ana María Guardia Mora und Rafael Calderón Muñoz. Sein Vater war ebenfalls Arzt und Politiker und von 1931 bis 1932 Präsident des Kongresses. Sein Urgroßvater mütterlicherseits war der Präsident Tomás Guardia Gutiérrez.
Calderón studierte in Frankreich und an der Katholischen Universität Löwen in Belgien Medizin. Dort kam er in Kontakt mit der auf die päpstliche Enzyklika Rerum Novarum gestützten politischen Doktrin eines sozialreformerischen Katholizismus. Er heiratete 1927 die gebürtige Belgierin Yvonne Clays Spoelders, die die erste Frau im diplomatischen Dienst von Costa Rica wurde. Nach seiner Rückkehr arbeitete er als Chirurg am Krankenhaus San Juan de Dios. Es zog ihn aber auch in die Politik, er wurde Gemeindepräsident von San José und mehrfach Kongressabgeordneter. 1939 wurde er Parlamentspräsident.
Calderón war Mitglied des Partido Republicano Nacional, der unter seiner Führung eine christlich-soziale Ausrichtung annahm.

### Präsidentschaft
Bei der Präsidentschaftswahl 1940 gewann er 84,5 % der Stimmen. Das Ergebnis spiegelte nicht die Unterstützung seines konservativen Vorgängers León Cortés Castro, der aufgrund des Verbots der unmittelbaren Wiederwahl in der costa-ricanischen Verfassung nicht kandidieren konnte und in Calderón einen „Platzhalter“ bis zur nächsten Wahl sah, sowie der Oligarchie der Kaffeeplantagenbesitzer wider. Calderón schlug jedoch einen populistischen und reformistischen Kurs ein, von dem vor allem die unteren Klassen profitierten.
In Calderóns Amtszeit wurde 1940 die Universidad de Costa Rica gegründet, die breiteren Schichten den Zugang zu höherer Bildung ermöglichte. Gestützt auf Rerum Novarum und die darauf bezugnehmende Enzyklika Quadragesimo anno Papst Pius’ VI. von 1931 führte er eine verpflichtende Sozialversicherungskasse und Mindestlöhne, den Achtstundentag, Koalitionsfreiheit und Streikrecht, Mindestgarantien an Arbeitsschutz und Betriebshygiene sowie das Recht auf menschenwürdigen Wohnraum ein.
Dabei wurde er von einem Bündnis aus katholischer Kirche, die damals von dem sozialreformerisch orientierten Erzbischof Manuel Mora Valverde geleitet wurde, Gewerkschaften und sogar der kommunistischen Partei Vanguardia Popular unterstützt. Teile der Mittelschicht, Unternehmer und Intellektuelle, die sich um den sozialdemokratischen Oppositionspolitiker José Figueres Ferrer sammelten, kritisierten ihn dagegen. Auch in der eigenen Partei und vor allem in der mächtigen Kaffee-Oligarchie, die um ihre wirtschaftlichen Interessen fürchtete, machte er sich Feinde.
Im Zweiten Weltkrieg erklärte Costa Rica dem Deutschen Reich vor dem 6. Dezember 1941 den Krieg. Zahlreiche Deutschstämmige wurden interniert, ihr Vermögen konfisziert. Einige von ihnen fanden sich später in den Reihen Calderóns Gegner. Sein Gegenspieler Figueres wurde ins Exil gezwungen, weil er dieses Vorgehen scharf als Unrecht gebrandmarkt hatte. Er betrieb ab dieser Zeit den Sturz Calderóns, der für ihn ein Diktator war. Durch den Krieg hatte die Wirtschaft Costa Ricas hohe Wachstumsraten, was einerseits Sozialleistungen ermöglichte, andererseits auch Korruption begünstigte.
Obwohl er Zivilist war, wird Calderón aufgrund seines Charismas und seiner Popularität, wie auch seinem personalistischen Führungsstil oftmals als Caudillo bezeichnet. Wegen der Sperre in der Verfassung konnte Calderón 1944 nicht wieder kandidieren. Sein weit weniger charismatischer Parteigänger Teodoro Picado Michalski wurde mit 75,1 % zu seinem Nachfolger gewählt. Ex-Präsident Cortés Castro, der sowohl von der konservativen Handels- und Kaffeeelite, als auch von den reformistisch-sozialdemokratischen Intellektuellen um Figueres unterstützt wurde, war weit abgeschlagen. Allerdings gab es Vorwürfe des Wahlbetrugs.
Calderón ließ sich von seiner ersten Frau scheiden und heiratete 1947 María del Rosario Fournier Mora. Aus dieser Ehe ging der Sohn Rafael Ángel Calderón Fournier hervor, der später ebenfalls Präsident wurde.

### Bürgerkrieg
Bei den Präsidentschaftswahlen 1948 trat Calderón wieder als Kandidat an. Der Wahlbehörde Tribunal Nacional Electoral (TNE) zufolge kam er auf 44,7 %, der konservative Oppositionskandidat Otilio Ulate Blanco dagegen auf 55,3 %. Calderón Guardia behauptete einen Wahlbetrug und ließ am 1. März 1948 im Parlament, in dem seine Partei und die Kommunisten eine Mehrheit hatten, die Wahl für ungültig erklären. Dies führte zu einem vierzigtägigen Bürgerkrieg, in dessen Verlauf die Regierungstruppen, unterstützt von paramilitärischen Einheiten der Kommunisten, vom ebenfalls paramilitärischen Ejército Liberación Nacional (ELN) der Anhänger José Figueres Ferrers sowie der Karibischen Legion geschlagen wurden. Dabei starben fast 2000 Menschen. Calderón floh in das Nicaragua des Somoza-Clans. Im Dezember 1948 versuchte er mit Unterstützung des nicaraguanischen Diktators Anastasio Somoza García in Costa Rica einzufallen, scheiterte jedoch.

### Nach dem Bürgerkrieg
Calderón übersiedelte mit seiner Familie nach Mexiko, wo er wieder als Chirurg tätig wurde. 1958 versuchte er erneut mit der Unterstützung von Anastasio Somoza García und dem Wohlwollen der Diktatoren der Dominikanischen Republik, Rafael Leónidas Trujillo, und Venezuelas, Marcos Pérez Jiménez, Costa Rica zu überfallen und scheiterte wiederum.
1958 kehrte Calderón nach Costa Rica zurück und bekam eine Abgeordnetenentschädigung unter der Regierung von Mario Echandi Jiménez. 1962 trat er noch einmal als Präsidentschaftskandidat an, unterlag aber mit 35,3 % dem Kandidaten der PLN Francisco Orlich Bolmarcich, einem Freund Figueres’. Von 1966 bis 1969 war er Botschafter von Costa Rica in Mexiko.
Das politische Lager der Anhänger Calderóns (Calderonistas) war auch in den folgenden Jahrzehnten, neben der von seinem Rivalen Figueres gegründeten Partido Liberación Nacional (PLN), eine bedeutende Kraft in Costa Rica. Von 1966 bis 1978 wurde es von der Partido Unificación Nacional (PUN), anschließend bis 1983 von der Partido Republicano Calderonista (PRC) und seither von der Partido Unidad Social Cristiana (PUSC) vertreten. Calderóns Sohn, der die gleichen Vornamen trägt, war von 1990 bis 1994 Präsident.